# Großer Preis von Deutschland 1980
Der Große Preis von Deutschland 1980 (offiziell XLII Großer Preis von Deutschland) fand am 10. August auf dem Hockenheimring in Hockenheim statt und war das neunte Rennen der Automobil-Weltmeisterschaft 1980.

## Berichte

### Hintergrund
Während der vierwöchigen Unterbrechung zwischen dem Großen Preis von Großbritannien und dem neunten WM-Lauf fanden in Hockenheim Testfahrten statt. Im Zuge dessen verunglückte Alfa-Romeo-Pilot Patrick Depailler tödlich. Er verlor in der damals noch ohne Schikane befahrenen Ostkurve aus unbekannten Gründen die Kontrolle über seinen Wagen und prallte mit hoher Geschwindigkeit in die ungeschützte Streckenbegrenzung. Das Material zur Errichtung von Reifenstapeln und Fangzäunen war zu diesem Zeitpunkt bereits angeliefert worden und lag zusammengepackt hinter den Leitplanken. Die Installation dieser Sicherheitseinrichtungen, die die Wucht des Einschlags hätten mindern können, war allerdings erst für den zehn Tage später stattfindenden Deutschland-GP vorgesehen gewesen und fand somit nach dem Unfall statt.
Alfa Romeo besetzte das freie Cockpit zunächst nicht neu und trat daher mit nur einem Wagen an. Das ATS Racing Team hingegen erweiterte sein Engagement kurzzeitig auf zwei Wagen und gab somit Harald Ertl die Möglichkeit für ein Formel-1-Comeback.
In der Fahrerwertung führte Alan Jones mit sechs Punkten vor Nelson Piquet und mit 14 Punkten vor René Arnoux. In der Konstrukteurswertung führte Williams-Ford mit 18 Punkten vor Ligier-Ford und mit 26 Punkten vor Brabham-Ford.

### Training
Aufgrund nasser Strecke erzielte während des ersten Qualifikationstrainings am Freitag keiner der Piloten eine Rundenzeit unter zwei Minuten. Am Samstag gelang dies bei deutlich günstigeren Streckenverhältnissen allen Fahrern.
Jones absolvierte die schnellste Trainingsrunde und qualifizierte sich somit für die Pole-Position vor den wieder erstarkten Renault von Jean-Pierre Jabouille und Arnoux. Carlos Reutemann folgte im zweiten Williams vor Jacques Laffite und Piquet.
Während das Team Renault zu seiner gewohnten Form zurückgekehrt zu sein schienen, enttäuschten die Ferrari-Piloten Gilles Villeneuve und Jody Scheckter abermals mit den Plätzen 16 und 21.

### Rennen
Obwohl Jones der beste Start gelungen war, konnte Jabouille aufgrund seines Turbomotors auf der ersten der langen Hockenheimer Waldgeraden die Führung übernehmen. Arnoux blieb Dritter, gefolgt von den beiden Ligier-Piloten Didier Pironi und Laffite sowie Fittipaldi-Pilot Keke Rosberg. Dieser fiel nach einem Boxenstopp in der dritten Runde aufgrund eines defekten Heckflügels bis ans Ende des Feldes zurück und in der achten Runde aufgrund eines Radlagerschadens aus. In Runde 19 musste Pironi das Rennen an der Box aufgeben. Der Grund war eine gebrochene Antriebswelle.
Innerhalb weniger Augenblicke fielen in Runde 26 beziehungsweise 27 beide Renault aufgrund von Motorschäden aus dem Rennen. Dadurch gelangte Jones in Führung vor Laffite und Reutemann. Mit bereits beträchtlichem Rückstand folgte zu diesem Zeitpunkt Piquet vor Elio de Angelis und John Watson.
Durch einen Boxenstopp mit Reifenwechsel fiel Jones in der 41. Runde auf den dritten Rang zurück. Obwohl er weiterhin der schnellste Fahrer im Feld war, konnte er den Sieg von Laffite vor Reutemann nicht mehr verhindern. Piquet wurde Vierter. Bruno Giacomelli und Villeneuve belegten als Profiteure der technisch bedingten Ausfälle von Watson und de Angelis die Plätze fünf und sechs.

## Meldeliste
| Team                          | Nr. | Fahrer                | Chassis        | Motor                    | Reifen |
| ----------------------------- | --- | --------------------- | -------------- | ------------------------ | ------ |
| Scuderia Ferrari SpA SEFAC    | 01  | Jody Scheckter        | Ferrari 312T5  | Ferrari 015 3.0 F12      | M      |
| Scuderia Ferrari SpA SEFAC    | 02  | Gilles Villeneuve     | Ferrari 312T5  | Ferrari 015 3.0 F12      | M      |
| Candy Tyrrell Team            | 03  | Jean-Pierre Jarier    | Tyrrell 010    | Ford Cosworth DFV 3.0 V8 | G      |
| Candy Tyrrell Team            | 04  | Derek Daly            | Tyrrell 010    | Ford Cosworth DFV 3.0 V8 | G      |
| Parmalat Racing Team          | 05  | Nelson Piquet         | Brabham BT49   | Ford Cosworth DFV 3.0 V8 | G      |
| Parmalat Racing Team          | 06  | Héctor Rebaque        | Brabham BT49   | Ford Cosworth DFV 3.0 V8 | G      |
| Marlboro Team McLaren         | 07  | John Watson           | McLaren M29B   | Ford Cosworth DFV 3.0 V8 | G      |
| Marlboro Team McLaren         | 08  | Alain Prost           | McLaren M29B   | Ford Cosworth DFV 3.0 V8 | G      |
| Team ATS                      | 09  | Marc Surer            | ATS D4         | Ford Cosworth DFV 3.0 V8 | G      |
| Team ATS                      | 10  | Harald Ertl           | ATS D4         | Ford Cosworth DFV 3.0 V8 | G      |
| Team Essex Lotus              | 11  | Mario Andretti        | Lotus 81       | Ford Cosworth DFV 3.0 V8 | G      |
| Team Essex Lotus              | 12  | Elio de Angelis       | Lotus 81       | Ford Cosworth DFV 3.0 V8 | G      |
| Unipart Racing Team           | 14  | Jan Lammers           | Ensign N180    | Ford Cosworth DFV 3.0 V8 | G      |
| Équipe Renault Elf            | 15  | Jean-Pierre Jabouille | Renault RE20   | Renault EF1 1.5 V6t      | M      |
| Équipe Renault Elf            | 16  | René Arnoux           | Renault RE20   | Renault EF1 1.5 V6t      | M      |
| Skol Fittipaldi Team          | 20  | Emerson Fittipaldi    | Fittipaldi F8  | Ford Cosworth DFV 3.0 V8 | G      |
| Skol Fittipaldi Team          | 21  | Keke Rosberg          | Fittipaldi F8  | Ford Cosworth DFV 3.0 V8 | G      |
| Marlboro Team Alfa Romeo      | 23  | Bruno Giacomelli      | Alfa Romeo 179 | Alfa Romeo 1260 3.0 V12  | G      |
| Équipe Ligier Gitanes         | 25  | Didier Pironi         | Ligier JS11/15 | Ford Cosworth DFV 3.0 V8 | G      |
| Équipe Ligier Gitanes         | 26  | Jacques Laffite       | Ligier JS11/15 | Ford Cosworth DFV 3.0 V8 | G      |
| Albilad-Williams Racing Team  | 27  | Alan Jones            | Williams FW07B | Ford Cosworth DFV 3.0 V8 | G      |
| Albilad-Williams Racing Team  | 28  | Carlos Reutemann      | Williams FW07B | Ford Cosworth DFV 3.0 V8 | G      |
| Warsteiner Arrows Racing Team | 29  | Riccardo Patrese      | Arrows A3      | Ford Cosworth DFV 3.0 V8 | G      |
| Warsteiner Arrows Racing Team | 30  | Jochen Mass           | Arrows A3      | Ford Cosworth DFV 3.0 V8 | G      |
| Osella Squadra Corse          | 31  | Eddie Cheever         | Osella FA1     | Ford Cosworth DFV 3.0 V8 | G      |
| RAM/Penthouse Rizla Racing    | 50  | Rupert Keegan         | Williams FW07B | Ford Cosworth DFV 3.0 V8 | G      |

## Klassifikationen

### Qualifying
| Pos. | Fahrer                | Konstrukteur    | Qualifikationstraining 1 | Qualifikationstraining 1 | Qualifikationstraining 2 | Qualifikationstraining 2 | Start |
| Pos. | Fahrer                | Konstrukteur    | Zeit                     | Ø-Geschwindigkeit        | Zeit                     | Ø-Geschwindigkeit        | Start |
| ---- | --------------------- | --------------- | ------------------------ | ------------------------ | ------------------------ | ------------------------ | ----- |
| 01   | Alan Jones            | Williams-Ford   | 2:02,86                  | 198,929 km/h             | 1:45,85                  | 230,897 km/h             | 01    |
| 02   | Jean-Pierre Jabouille | Renault         | 2:00,55                  | 202,741 km/h             | 1:45,89                  | 230,809 km/h             | 02    |
| 03   | René Arnoux           | Renault         | 2:00,15                  | 203,416 km/h             | 1:46,00                  | 230,570 km/h             | 03    |
| 04   | Carlos Reutemann      | Williams-Ford   | 2:04,69                  | 196,009 km/h             | 1:46,14                  | 230,266 km/h             | 04    |
| 05   | Jacques Laffite       | Ligier-Ford     | 2:02,10                  | 200,167 km/h             | 1:46,78                  | 228,886 km/h             | 05    |
| 06   | Nelson Piquet         | Brabham-Ford    | 2:01,71                  | 200,808 km/h             | 1:46,90                  | 228,629 km/h             | 06    |
| 07   | Didier Pironi         | Ligier-Ford     | 2:02,42                  | 199,644 km/h             | 1:47,20                  | 227,989 km/h             | 07    |
| 08   | Keke Rosberg          | Fittipaldi-Ford | 2:03,96                  | 197,164 km/h             | 1:47,64                  | 227,057 km/h             | 08    |
| 09   | Mario Andretti        | Lotus-Ford      | 2:04,55                  | 196,230 km/h             | 1:48,45                  | 225,361 km/h             | 09    |
| 10   | Riccardo Patrese      | Arrows-Ford     | 2:06,56                  | 193,113 km/h             | 1:48,58                  | 225,091 km/h             | 10    |
| 11   | Elio de Angelis       | Lotus-Ford      | 2:06,04                  | 193,910 km/h             | 1:48,59                  | 225,070 km/h             | 11    |
| 12   | Emerson Fittipaldi    | Fittipaldi-Ford | 2:04,45                  | 196,387 km/h             | 1:48,70                  | 224,843 km/h             | 12    |
| 13   | Marc Surer            | ATS-Ford        | 2:16,42                  | 179,156 km/h             | 1:48,72                  | 224,801 km/h             | 13    |
| 14   | Alain Prost           | McLaren-Ford    | 2:04,57                  | 196,198 km/h             | 1:48,75                  | 224,739 km/h             | 14    |
| 15   | Héctor Rebaque        | Brabham-Ford    | 2:10,54                  | 187,225 km/h             | 1:48,78                  | 224,677 km/h             | 15    |
| 16   | Gilles Villeneuve     | Ferrari         | 2:02,62                  | 199,318 km/h             | 1:48,86                  | 224,512 km/h             | 16    |
| 17   | Jochen Mass           | Arrows-Ford     | 2:05,75                  | 194,357 km/h             | 1:48,93                  | 224,368 km/h             | 17    |
| 18   | Eddie Cheever         | Osella-Ford     | 2:03,54                  | 197,834 km/h             | 1:49,06                  | 224,100 km/h             | 18    |
| 19   | Bruno Giacomelli      | Alfa Romeo      | 2:19,56                  | 175,125 km/h             | 1:49,11                  | 223,998 km/h             | 19    |
| 20   | John Watson           | McLaren-Ford    | 2:04,47                  | 196,356 km/h             | 1:49,26                  | 223,690 km/h             | 20    |
| 21   | Jody Scheckter        | Ferrari         | 2:02,93                  | 198,816 km/h             | 1:49,35                  | 223,506 km/h             | 21    |
| 22   | Derek Daly            | Tyrrell-Ford    | 2:03,91                  | 197,243 km/h             | 1:49,51                  | 223,180 km/h             | 22    |
| 23   | Jean-Pierre Jarier    | Tyrrell-Ford    | 2:03,04                  | 198,638 km/h             | 1:49,52                  | 223,159 km/h             | 23    |
| 24   | Jan Lammers           | Ensign-Ford     | 2:05,78                  | 194,311 km/h             | 1:50,30                  | 221,581 km/h             | 24    |
| DNQ  | Rupert Keegan         | Williams-Ford   | 2:09,26                  | 189,079 km/h             | 1:50,75                  | 220,681 km/h             | –     |
| DNQ  | Harald Ertl           | ATS-Ford        | 2:05,10                  | 195,367 km/h             | 1:53,13                  | 216,038 km/h             | –     |

### Rennen
| Pos. | Fahrer                | Konstrukteur    | Runden | Stopps | Zeit       | Start | Schnellste Runde |
| ---- | --------------------- | --------------- | ------ | ------ | ---------- | ----- | ---------------- |
| 01   | Jacques Laffite       | Ligier-Ford     | 45     | 0      | 1:22:59,73 | 05    | 1:49,08          |
| 02   | Carlos Reutemann      | Williams-Ford   | 45     | 0      | + 3,19     | 04    | 1:48,67          |
| 03   | Alan Jones            | Williams-Ford   | 45     | 1      | + 43,53    | 01    | 1:48,49 (43.)    |
| 04   | Nelson Piquet         | Brabham-Ford    | 45     | 0      | + 44,48    | 06    | 1:49,92          |
| 05   | Bruno Giacomelli      | Alfa Romeo      | 45     | 0      | + 1:16,49  | 19    | 1:50,39          |
| 06   | Gilles Villeneuve     | Ferrari         | 45     | 1      | + 1:28,72  | 16    | 1:50,48          |
| 07   | Mario Andretti        | Lotus-Ford      | 45     | 0      | + 1:33,01  | 09    | 1:50,78          |
| 08   | Jochen Mass           | Arrows-Ford     | 45     | 0      | + 1:47,75  | 17    | 1:50,94          |
| 09   | Riccardo Patrese      | Arrows-Ford     | 44     | 0      | + 1 Runde  | 10    | 1:50,63          |
| 10   | Derek Daly            | Tyrrell-Ford    | 44     | 0      | + 1 Runde  | 22    | 1:50,67          |
| 11   | Alain Prost           | McLaren-Ford    | 44     | 1      | + 1 Runde  | 14    | 1:50,15          |
| 12   | Marc Surer            | ATS-Ford        | 44     | 0      | + 1 Runde  | 13    | 1:52,95          |
| 13   | Jody Scheckter        | Ferrari         | 44     | 1      | + 1 Runde  | 21    | 1:51,43          |
| 14   | Jan Lammers           | Ensign-Ford     | 44     | 0      | + 1 Runde  | 24    | 1:52,73          |
| 15   | Jean-Pierre Jarier    | Tyrrell-Ford    | 44     | 0      | + 1 Runde  | 23    | 1:51,06          |
| 16   | Elio de Angelis       | Lotus-Ford      | 43     | 0      | DNF        | 11    | 1:50,90          |
| –    | John Watson           | McLaren-Ford    | 39     | 0      | DNF        | 20    | 1:50,95          |
| –    | Jean-Pierre Jabouille | Renault         | 27     | 0      | DNF        | 02    | 1:49,48          |
| –    | René Arnoux           | Renault         | 26     | 0      | DNF        | 03    | 1:48,56          |
| –    | Eddie Cheever         | Osella-Ford     | 23     | 0      | DNF        | 18    | 1:52,35          |
| –    | Didier Pironi         | Ligier-Ford     | 18     | 0      | DNF        | 07    | 1:50,94          |
| –    | Emerson Fittipaldi    | Fittipaldi-Ford | 18     | 1      | DNF        | 12    | 1:53,22          |
| –    | Keke Rosberg          | Fittipaldi-Ford | 8      | 1      | DNF        | 08    | 1:53,43          |
| –    | Héctor Rebaque        | Brabham-Ford    | 4      | 0      | DNF        | 15    | 1:54,62          |

## WM-Stände nach dem Rennen
Die ersten sechs des Rennens bekamen 9, 6, 4, 3, 2 bzw. 1 Punkt(e). Es zählten nur die besten fünf Ergebnisse aus den ersten sieben Rennen und die besten fünf Ergebnisse aus den letzten sieben Rennen. In der Konstrukteurswertung wurden alle Resultate gewertet.

### Fahrerwertung
| Pos. | Fahrer             | Konstrukteur    | Punkte |
| ---- | ------------------ | --------------- | ------ |
| 01   | Alan Jones         | Williams-Ford   | 41     |
| 02   | Nelson Piquet      | Brabham-Ford    | 34     |
| 03   | Carlos Reutemann   | Williams-Ford   | 26     |
| 04   | Jacques Laffite    | Ligier-Ford     | 25     |
| 05   | René Arnoux        | Renault         | 23     |
| 06   | Didier Pironi      | Ligier-Ford     | 23     |
| 07   | Riccardo Patrese   | Arrows-Ford     | 7      |
| 08   | Elio de Angelis    | Lotus-Ford      | 6      |
| 09   | Derek Daly         | Tyrrell-Ford    | 6      |
| 10   | Emerson Fittipaldi | Fittipaldi-Ford | 5      |
| 11   | Keke Rosberg       | Fittipaldi-Ford | 4      |
| 12   | Jochen Mass        | Arrows-Ford     | 4      |
| 13   | Jean-Pierre Jarier | Tyrrell-Ford    | 4      |
| 14   | Alain Prost        | McLaren-Ford    | 4      |
| 15   | Bruno Giacomelli   | Alfa Romeo      | 4      |

| Pos. | Fahrer                | Konstrukteur           | Punkte |
| ---- | --------------------- | ---------------------- | ------ |
| 16   | Gilles Villeneuve     | Ferrari                | 4      |
| 17   | John Watson           | McLaren-Ford           | 3      |
| 18   | Jody Scheckter        | Ferrari                | 2      |
| 19   | Mario Andretti        | Lotus-Ford             | 0      |
| 20   | Ricardo Zunino        | Brabham-Ford           | 0      |
| 21   | Marc Surer            | ATS-Ford               | 0      |
| 22   | Héctor Rebaque        | Brabham-Ford           | 0      |
| 23   | Clay Regazzoni        | Ensign-Ford            | 0      |
| 24   | Rupert Keegan         | Williams-Ford          | 0      |
| 25   | Jean-Pierre Jabouille | Renault                | 0      |
| 26   | Jan Lammers           | ATS-Ford / Ensign-Ford | 0      |
| 27   | Geoff Lees            | Shadow-Ford            | 0      |
| –    | Eddie Cheever         | Osella-Ford            | 0      |
| –    | Patrick Depailler †   | Alfa Romeo             | 0      |
| –    | Tiff Needell          | Ensign-Ford            | 0      |

### Konstrukteurswertung
| Pos. | Konstrukteur    | Punkte |
| ---- | --------------- | ------ |
| 01   | Williams-Ford   | 67     |
| 02   | Ligier-Ford     | 48     |
| 03   | Brabham-Ford    | 34     |
| 04   | Renault         | 23     |
| 05   | Arrows-Ford     | 11     |
| 06   | Tyrrell-Ford    | 10     |
| 07   | Fittipaldi-Ford | 9      |
| 08   | McLaren-Ford    | 7      |

| Pos. | Konstrukteur | Punkte |
| ---- | ------------ | ------ |
| 09   | Lotus-Ford   | 6      |
| 10   | Ferrari      | 6      |
| 11   | Alfa Romeo   | 4      |
| 12   | ATS-Ford     | 0      |
| 13   | Ensign-Ford  | 0      |
| 13   | Shadow-Ford  | 0      |
| –    | Osella-Ford  | 0      |